# Жьяну, Ионел
Ионел Жьяну (рум. Ionel Jianu, фр. Ionel Jianou, настоящая фамилия Штарк, нем. Stark; 23 октября 1905, Бухарест — 18 марта 1993, Париж) — румынско-французский искусствовед, журналист, переводчик еврейского происхождения.
Дебютировал в печати очерком, опубликованным в 1921 г. в журнале Glasul tinerimii («Голос молодёжи»). В 1924—1927 гг. изучал право, социологию, психологию в Париже, сотрудничал как журналист с газетой Le Soir и публиковал корреспонденции из Франции в румынском журнале Politica. Вернувшись в Румынию, публиковался в многочисленных газетах и журналах (частично под псевдонимом Вивиан Белл), был театральным обозревателем газеты Vremea, редактировал полосу культуры в газете Ultima oră, некоторое время был редактором газеты Rampa. Особое внимание привлёк к себе серией очерков о деятелях парижской культурной сцены — Бергсоне, Валери, Жюле Ромене, Николае Евреинове и т. д. Выступая как пропагандист новейшего театра и литературы, особое внимание уделял фигуре Марселя Пруста. Печатал также отрывки беллетристического содержания. В 1929—1930 гг. был соредактором (вместе с К. Нойкой и П. Комарнеску) журнала демократической и антиклерикальной направленности Acţiune şi reacţiune («Действия и противодействия»). В 1931 г. опубликовал роман «Вертикальные всадники» (рум. Cavalerii verticali), написанный в соавторстве с Александру Билчуреску. В 1935 г. вступил в Общество румынских писателей.
Постепенно интересы Жьяну смещались в сторону визуального искусства. В 1939 г. он выпустил книгу о только что скончавшемся художнике Петре Йоргулеску-Йоре — первую в ряду многочисленных книг о художниках. В 1942 г. Жьяну стал одним из организаторов художественной галереи Căminul Artei в Бухаресте, в 1945 г. основал журнал Lumină şi Coloare («Свет и цвет»). Одна за другой выходили книги Жьяну о Теодоре Паллади (1944), Николае Тонице (1945), Георге Петрашку (1945), Штефане Лукьяне (1947), Теодоре Амане (1953), Штефане Димитреску (1954), Барбу Исковеску (1956).
В то же время после Второй мировой войны Жьяну активно занялся переводом (в довоенное время вышел только его перевод книги Роберта Пири об экспедиции на Северный полюс). В 1949 г. перевод повести А. С. Пушкина «Дубровский» получил премию Союза писателей Румынии. Среди переводов Жьяну 1950-х гг., преимущественно выполненных в соавторстве, — сочинения советских писателей («Семья Строговых» Г. Маркова, «Иван Иванович» А. Коптяевой, «Из искры пламя» С. Голубова и т. д.), а также «Солнце над рекой Сангань» Дин Лин, «Красные всходы» Жоржи Амаду, «Давид Копперфильд» Чарльза Диккенса, «Эрроусмит» Синклера Льюиса.
В 1961 г. Жьяну эмигрировал из Румынии во Францию, где в дальнейшем сотрудничал с разнообразными румынскими эмигрантскими изданиями. Он опубликовал ряд книг о Константине Бранкузи (одну из них в соавторстве с Мирчей Элиаде), монографии о Родене, Генри Муре, Хансе Арпе, Антуане Бурделе, Осипе Цадкине, Этьенне Айду, Фросо Эфтимиади и др.